# Nordlig grimmia
Nordlig grimmia (Grimmia longirostris) är en bladmossart som beskrevs av W. J. Hooker 1818. Nordlig grimmia ingår i släktet grimmior, och familjen Grimmiaceae. Arten är reproducerande i Sverige. Inga underarter finns listade i Catalogue of Life.

## Bildgalleri

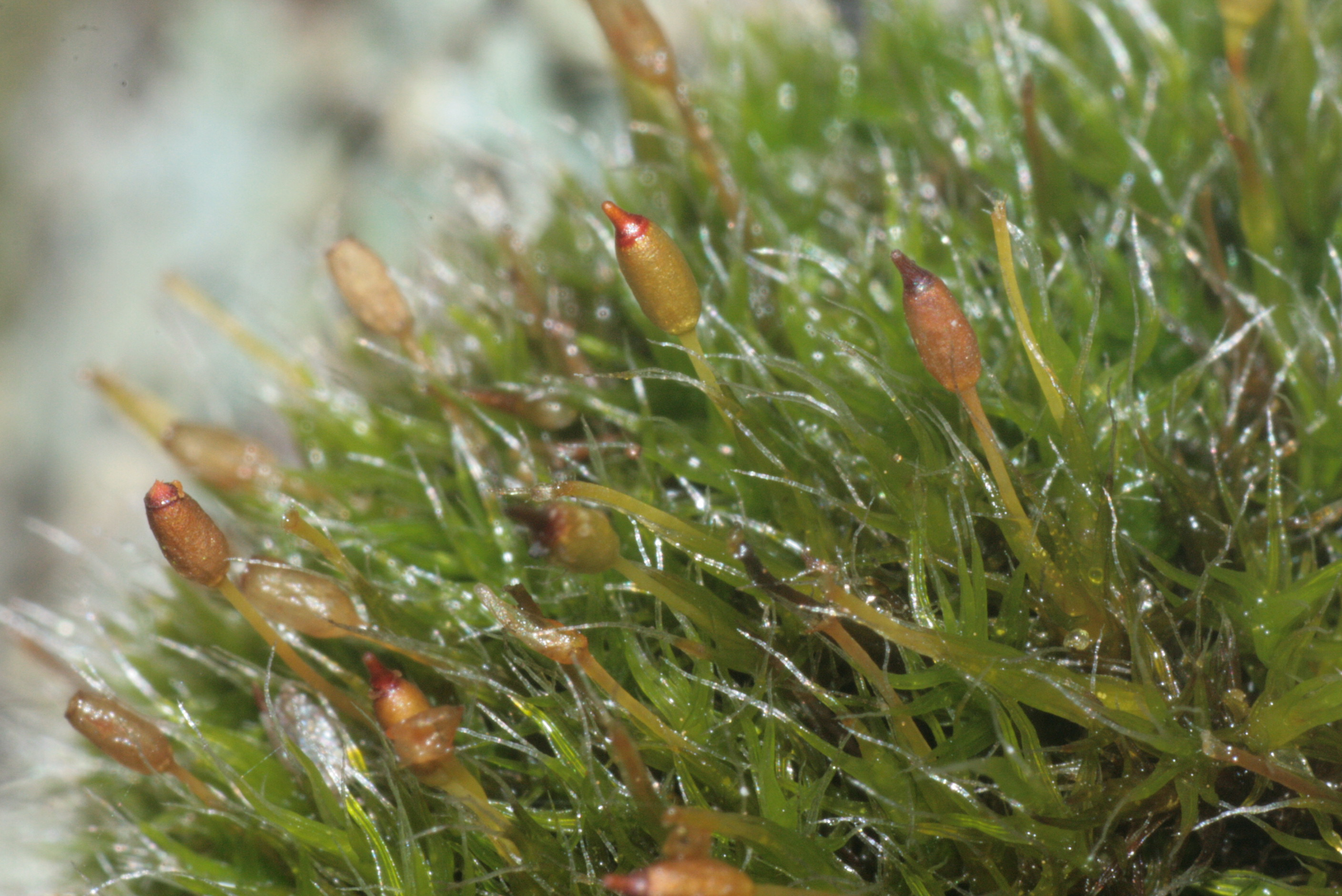
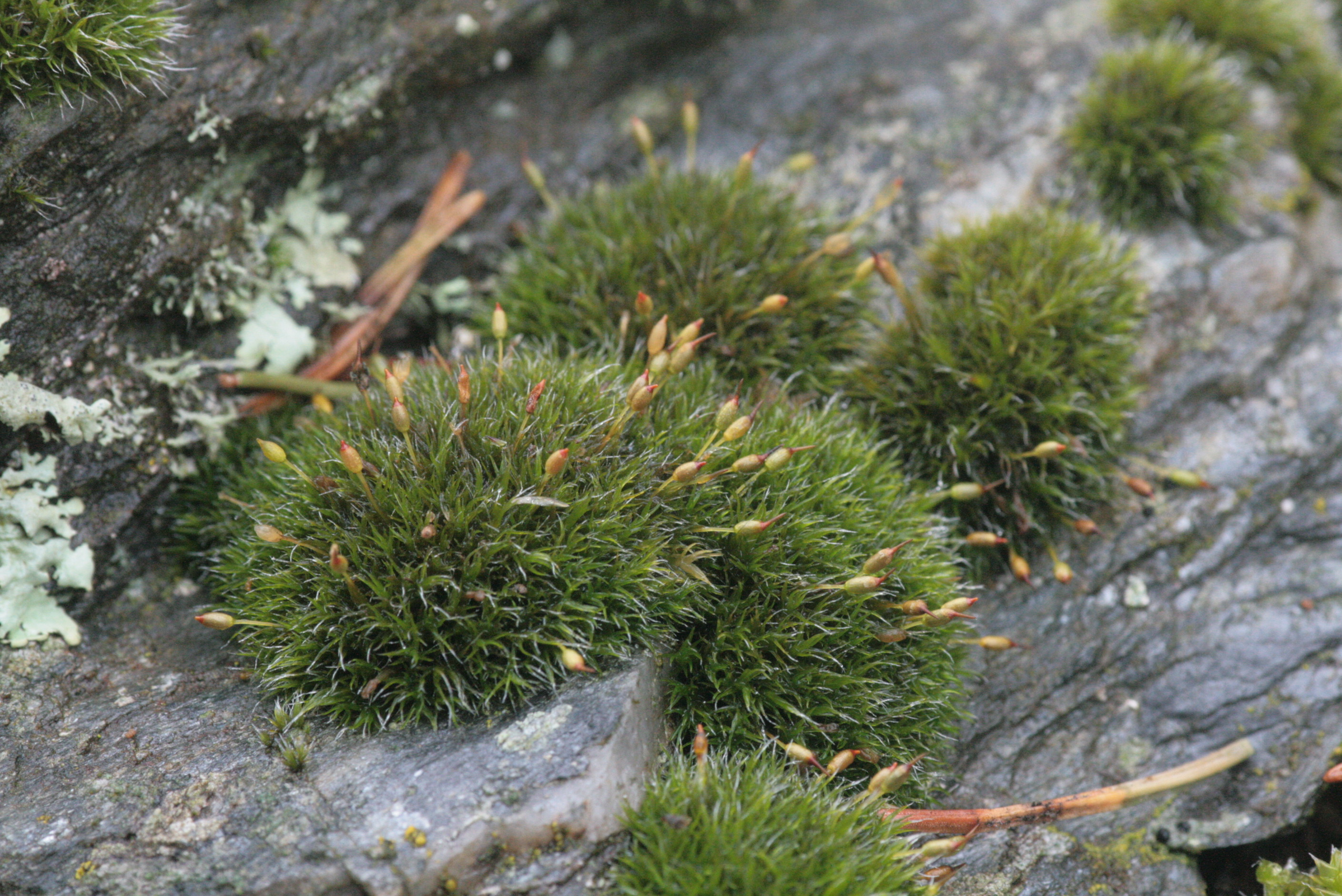
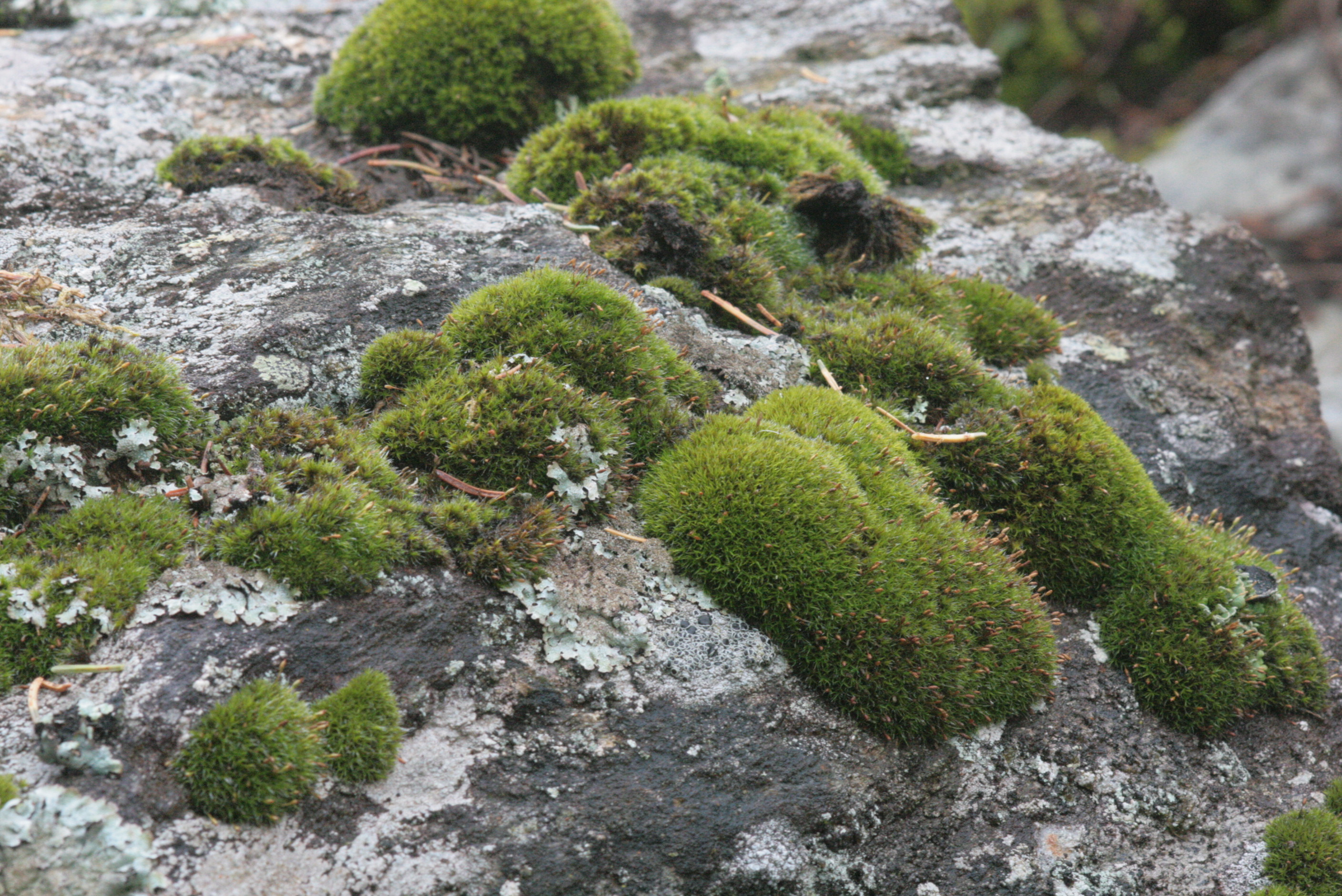